# 华泰立
华泰立（英語：Terry Hwa），生物物理学专家，中华人民共和国教育部长江学者讲座教授，加州大学教授，美国国家科学院院士、美国物理学会会员、美国微生物学会会士。